# 雁门山
雁门山，中国古地名。
雁门山上古时指在今山西阳高县西北。《山海经·北次三经》：碣石之山“又北，水行五百里至于雁门之山，无草木”。雁门山指在山西省代县城西北18公里的雁门塞，属恒山山脉中段脊部。为古代九塞之一。因为双峰陡绝，雁出其间，所以称之为雁门山。雁门山又称勾注山，山谷中有雁门关。 